# Schlacht am Bạch-Đằng-Fluss (938)
Die Schlacht am Bạch-Đằng-Fluss (chinesisch: 白藤江之戰, vietnamesisch: Bạch Đằng giang chi chiến) war eine Schlacht zwischen den Streitkräften und der Bevölkerung von Tĩnh Hải quân (eine alte Bezeichnung Vietnams vor der Unabhängigkeit von China) unter der Führung Ngô Quyềns gegen das Südliche Han-Reich, die um 938 stattfand. Dank Ngô Quyềns Plan, scharfe Pfähle im Flussbett des Bạch Đằng zu platzieren, errangen die Vietnamesen den Sieg gegenüber des Südlichen Han-Reichs. Im Verlauf der Schlacht kamen mehr als die Hälfte der entsandten südlichen Han-Truppen und deren Oberbefehlshaber, Prinz Liu Hongcao, meist durch Ertrinken ums Leben. Die Schlacht am Bạch-Đằng-Fluss war ein bedeutendes Ereignis in der vietnamesischen Geschichte, denn es markierte das Ende der mehr als 1000-jährigen Herrschaft Chinas über Vietnam.

## Vorgeschichte der Schlacht
Im Oktober 930 startete das Südliche Han-Reich, ein Staat in Südchina während der Zeit der Fünf Dynastien und Zehn Königreiche, einen Angriff auf den Jinghai-Kreis, der zu dieser Zeit ein vom Khúc-Clan kontrolliertes Việt-Fürstentum war. Der Anführer der Khúc, Khúc Thừa Mỹ, wurde vom südlichen Han-Kaiser Liu Yan gefangen genommen. Im Jahr 931 stellte der örtliche General Dương Đình Nghệ eine 3.000 Mann starke Armee mit seinen Gefolgsleuten auf und trieb die Truppen des Südlichen Han an die Grenzen des Jinghai-Kreises zurück. Daraufhin proklamierte er sich zum Jiedushi (Tiết độ sứ) des Jinghai-Kreises (Tĩnh Hải quân).
Im Jahr 937 wurde Dương Đình Nghệ von Kiều Công Tiễn, einem Militäroffizier und einer seiner Gefolgsleute, ermordet. Mit diesem Mord wollte Công Tiễn den Titel Jiedushi für sich beanspruchen. Đình Nghệs Schwiegersohn und auch sein General, Ngô Quyền, mobilisierten die Streitkräfte, um Kiều Công Tiễn zu stürzen. Aus Angst, gestürzt zu werden, bat Công Tiễn Liu Yan um Unterstützung. Liu Yan entsandte seinen Sohn Liu Hongcao als Befehlshaber der Expeditionsflotte, die nach dem Golf von Tonkin segelte und landeinwärts den Bạch-Đằng-Fluss hinauffuhr. Liu Yan führte eine zusätzliche Streitmacht an, die der Flotte seines Sohnes folgte.

## Verlauf
Als Kiều Công Tiễn Dương Đình Nghệ für die Sicherung des Titels Jiedushi (Tiết độ sứ) ermordet hatte, versammelte Ngô Quyền seine Gefolgsleute. Er stellte mit ihnen eine Armee in Ái Châu auf und startete eine Kampagne nach Norden, um Kiều Công Tiễn zu eliminieren. Kiều Công Tiễn war isoliert und konnte nicht widerstehen. Deswegen wartete Kiều auf Verstärkung aus dem südlichen Han-Reich.
Während der Herrscher des Südlichen Han-Reiches seine Armee mobilisierte, rückte Ngô Quyền zur Zitadelle Đại La im heutigen Hanoi (Tống Bình) vor. Kiều Công Tiễn befand sich in einer schwierigen Lage und konnte sich nicht wehren, weshalb er schnell getötet wurde. Zu diesem Zeitpunkt erreichten die Truppen des Südlichen Han-Reiches die Grenze zwischen den beiden Ländern noch nicht.
Ende 938 traf die Flotte des Südlichen Han-Reiches unter der Führung von Liu Hongcao am Tor des Flusses Bạch Đằng auf die Flotte von Ngô Quyền. Die Flotte des Südlichen Han-Reiches bestand aus schnellen Kriegsschiffen mit jeweils fünfzig Mann an Bord – zwanzig Matrosen, fünfundzwanzig Krieger und zwei Armbrustschützen. Vor der Schlacht hatte Ngô Quyền und seine Truppen im Flussbett massive Pfähle mit Eisenspitzen aufgestellt.
Als die Südliche Han-Flotte unter der Führung Liu Hongcaos die Mündung des Flusses Bạch Đằng erreichte, führten die vietnamesischen Truppen in kleineren Booten einen Gegenangriff und bedrängten die Kriegsschiffe der Südlichen Han, um diese dazu zu verleiten, flussaufwärts zu folgen. Da Ngô Quyềns kleine Schiffe für Liu Hongcaos Flotte nichts ausmachte, stürmte Liu Hongcaos Flotte bedingungslos ein. Als Nächstes befahl Ngô Quyền seine Truppe, in den höheren Stellen zurückzuziehen, bis die Han-Flotte erreichte. Als die Flotte des Südlichen Han-Reichs Ngô Quyềns Stelle erreichte, führte Ngô Quyền seine Truppen zum Gegenangriff. Als die Flut stieg, wurden die angespitzten Pfähle vom Wasser bedeckt. Als die Flut zurückging, gingen Ngô Quyềns Truppen zum Gegenangriff über und drängten die Flotte des Südlichen Han-Reiches in Richtung Meer. Die Schiffe der Südlichen Han trafen die Pfähle und wurden bewegungsunfähig gemacht, wobei die Hälfte der Südlichen Han-Armee, darunter auch Liu Hongcao, entweder getötet oder ertrunken wurde. Als die Nachricht über diese Niederlage Liu Yan erreichte, zog er sich mit „Trauer und Sorge“ seine Streitkräfte nach Guangzhou zurück. Damit sicherte Ngô Quyền und seine Truppen am Ende den Sieg für sich und das Südliche Han-Reich gab auf, Tĩnh Hải quân zu invadieren.

## Resultate und Bedeutung für die Geschichte Vietnams
Im Frühjahr 939 ernannte sich Ngô Quyền zum König und wählte die Stadt Cổ Loa zur Hauptstadt.
Der große Sieg am Fluss Bạch Đằng im Jahr 938 hatte für die vietnamesische Geschichte eine äußerst wichtige Bedeutung. Er beendete die 1000-jährige Herrschaft der Chinesen über Vietnam und leitete eine Epoche der Unabhängigkeit und Autonomie für Vietnam ein, die mit aufeinanderfolgenden Dynastien der Đinh, Lý, Trần und (Frühere) Lê sowie Kämpfe gegen chinesische (Song- und Ming-Dynastie) und (chinesisch-)mongolische Invasoren (Yuan-Dynastie) geprägt waren. Der Sieg von Tĩnh Hải quân und des vietnamesischen Volkes in der Schlacht am Bạch-Đằng-Fluss kann auch als ihr endgültiger Sieg beim Kampf gegen die Vorherrschaft der Chinesen und die Sinisierung im Rahmen der Wiedererlangung und Aufbewahrung der nationalen Unabhängigkeit angesehen werden.

### Vietnamesisch
- Phan Phu Tiên, Lê Văn Hưu, Ngô Sĩ Liên: Đại Việt sử ký toàn thư. Nhà Xuất bản Khoa học xã hội Hà Nội, Hanoi 1993, ISBN 978-604-3-23634-7

### Englisch und weitere Sprachen
- Keith Weller Taylor: The Birth of the Vietnam. University of California Press, 1983, ISBN 978-0-520-04428-9
- Ben Kiernan: Việt Nam: a history from earliest time to the present. Oxford University Press, 2019, ISBN 978-0-19-516076-5